# 6 Lyncis
Désignations
6 Lyncis (abrégé en 6 Lyn) est une étoile géante de la constellation du Lynx, qui possède une exoplanète connue en orbite. Sa magnitude apparente est de 5,88, ce qui la rend faiblement visible à l'œil nu. D'après la mesure de sa parallaxe annuelle par le satellite Gaia, l'étoile est située à environ ∼ 179 a.l. (∼ 54,9 pc) de la Terre. Elle s'en éloigne à une vitesse radiale héliocentrique de +39,5 km/s.

## Propriétés
6 Lyncis est une étoile géante rouge évoluée de type spectral K0,5 IIIb Fe0,5. La notation « Fe0,5 » suggère que son spectre présente une légère surabondance en fer, mais les analyses spectroscopiques montrent en fait que son abondance en fer est un peu inférieure à celle du Soleil, avec une abondance moyenne de 85 %. La masse de l'étoile est de 1,3 fois celle du Soleil, son rayon 4,9 fois supérieur et sa luminosité égale à 13 fois celle de notre Soleil. Sa température de surface est de 4 969 K

## Système planétaire
En juillet 2008, la découverte de la planète 6 Lyncis b a été annoncée par Sato et al., en même temps que 14 Andromedae b et 81 Ceti b. La planète a une masse minimale de 1,88 masses de Jupiter et une période de révolution de 920 jours.